# Coisa de Deus
Coisa de Deus é o décimo quarto álbum da dupla sertaneja brasileira Rick & Renner, lançado em 2007 pela Warner Music. O álbum vendeu mais de 50.000 cópias e recebeu disco de platina pela ABPD. O álbum traz as participações de Zezé Di Camargo & Luciano e Luiz Caldas. A canção "Coisa de Deus" (que dá título ao álbum) foi escolhida para ser tema de abertura da novela Corações Feridos, exibida pelo SBT no ano de 2012. Em 2023, a canção "Vai Vai Muuu" viralizou na internet após vários shorts compartilhados na rede social TikTok.

## Faixas
1. "Coisa de Deus"
2. "Quando"
3. "Credencial"
4. "Nunca Amei Assim" (part. Zezé Di Camargo & Luciano)
5. "Faz Amor Que Passa"
6. "Tudo Errado"
7. "Vixe Maria"
8. "Fiquei Fã"
9. "Onde é Que Está o Meu Amor" (part. Luiz Caldas)
10. "Meu Anjo Mal"
11. "Galera da Balada"
12. "Pneuzinho"
13. "Na Cara do Meu Coração"
14. "Vai Vai Muuu"
15. "Te Amo Pai"

## Certificações
| País          | Certificação | Data | Vendas certificadas |
| ------------- | ------------ | ---- | ------------------- |
| Brasil (ABPD) | Ouro         | 2008 | 50.000              |